# Aeroportul Municipal Michigan City
Aeroportul Municipal Michigan City (IATA: MGC, ICAO: KMGC, FAA LID: MGC) este un aeroport din Indiana, Statele Unite ale Americii ce deservește zona Michigan City⁠(d). Aeroportul a fost tranzitat în 2019 de 40 de pasageri. A fost numit după zona deservită.
Situat la o altitudine de 200 m, aeroportul dispune de 1 pistă.

## Infrastructură

### Piste
Aeroportul dispune de o singură pistă. Pista 2/20 are suprafața de asfalt și dimensiunile 4.100 picioare × 75 picioare. 